# 1904 en Hongrie
Cet article présente les faits marquants de l'année 1904 en Hongrie.

## Décès
- 13 octobre : Károly Lotz, peintre germano-hongrois (° 16 décembre 1833).